# Unitubigera
Genre
Espèces de rang inférieur
- † Unitubigera discus d'Orbigny, 1853 (Espèce type)
- † Unitubigera subdisciformis d'Orbigny, (1850)
- † Unitubigera rugosa Canu & Lecointre[1], 1933

Unitubigera est un genre éteint de bryozoaires appartenant à la famille des Theonoidae. Il a vécu au cours du Crétacé.

## Liste de espèces
Les trois espèces connues ont été découvertes en Suisse (U. discus), en république tchèque (U. subdisciformis) et en France dans la mer des faluns de Touraine et d'Anjou,(U. rugosa).